# Arac (videogioco)
Arac è un videogioco pubblicato nel 1986 per Commodore 64 dall'editrice britannica Addictive Games. In Nordamerica uscì nel 1988 con il titolo Spiderbot, anche per Apple II e PC booter, edito dalla Epyx nella collana Maxx Out!. La versione PC, di nuovo con il titolo Arac, venne riedita anche in Europa dalla Prism Leisure. Il gioco è un'avventura dinamica a piattaforme e ha per protagonista un robot che può assumere alcune caratteristiche simili a quelle di un ragno.

## Trama
Arac (o Spiderdroid nei manuali Epyx) è un piccolo robot tondeggiante che si muove su una gamba sola e ha il compito di disattivare tre reattori nucleari prossimi a esplodere. I reattori si trovano nella Cittadella, una costruzione intricata e popolata di guardie robotiche ostili. Si inizia nella giungla circostante, mista a strutture artificiali e abitata da strani animali alieni, che si possono catturare per sfruttarne le capacità. Per riuscire nell'impresa, Arac deve potenziarsi trovando alcune componenti aggiuntive, tra cui le zampe da ragno. Una componente può essere ottenuta solo dal Pugno, una grande mano di pietra sperduta nella giungla.

## Modalità di gioco
L'area di gioco è un unico labirinto bidimensionale formato da 100 schermate con visuale di lato, adiacenti in orizzontale o verticale. Inizialmente Arac può spostarsi in orizzontale su pavimenti e piattaforme, saltare soltanto in verticale, ed è armato di un cannoncino che spara reti per catturare gli animali. La rete viene sparata in diagonale, a due angolazioni possibili, e continua a volare ripiegata finché il giocatore tiene premuto il pulsante, per poi aprirsi e cadere verso il basso, catturando l'eventuale animale se lo centra con precisione. Gli animali così ottenuti appaiono in una gabbia alla base dello schermo.
Nella giungla si trovano cinque specie di animali con diverse capacità e se ne possono catturare fino a 8 per tipo. Tramite un menù a icone si può selezionare uno di quelli catturati per liberarlo e usare temporaneamente la relativa abilità. L'animale utilizzato scompare poi definitivamente. Le specie sono:
- Big Borer: un mostro scavatore che si nasconde e spunta fuori per mordere Arac. Quando liberato può scavare passaggi nelle pareti.
- Malevolent Man of War: una medusa volante nociva. Si può catturare solo dopo averla stordita in modalità ragno (vedi sotto) e permette di fondere certi componenti elettronici nella Cittadella.
- Ray: una specie di manta volante innocua. Quando liberata può oscurare il radar della Cittadella per aiutare Arac a entrare.
- Rock Hopper: un bipede saltellante innocuo, permette di aprire il Pugno.
- Stinger: un insetto volante nocivo. Quando liberato permette di fare salti molto in alto.

Dopo aver raccolto due gambe aggiuntive e un generatore, Arac acquisisce la capacità di trasformarsi quando vuole in un robot-ragno. Quando è in questa forma può invertire la propria gravità, cadendo senza danni verso l'alto e camminando sui soffitti, e tornare giù quando lo desidera; in tal modo può anche raggiungere luoghi altrimenti inaccessibili. Acquisisce inoltre un'arma che spara in verticale o diagonale, per distruggere le guardie della Cittadella e per stordire le meduse. Il robot-ragno è immune agli animali nocivi, ma non può usare la rete né utilizzare gli animali catturati, eccetto il Ray che in questo caso ha un effetto sull'energia.
Si ha un limite di tempo per completare l'avventura. La sconfitta è immediata in caso di esaurimento dell'energia, che si riduce toccando gli animali delle specie nocive, cadendo da altezze eccessive, venendo colpiti dalle difese della Cittadella, o restando troppo a lungo in versione ragno.
Ogni partita può essere giocata in modalità completa oppure in modalità breve; nel secondo caso si inizia con la trasformazione già abilitata e con alcuni animali già catturati, ma c'è meno tempo a disposizione.